# Soheila Golestani

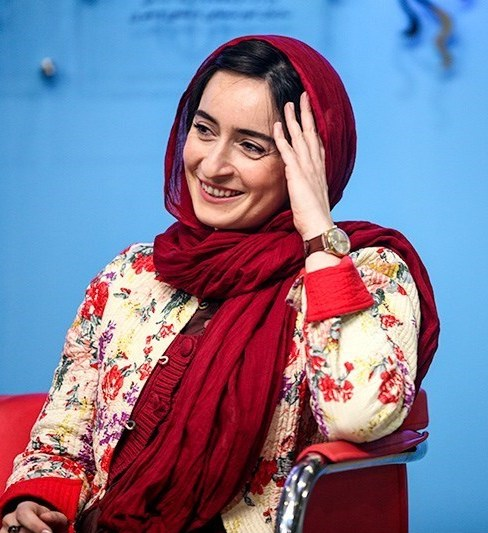
Soheila Golestani (2015)

Soheila Golestani (persisch سهیلا گلستانی; geb. 8. Dezember 1980 in Teheran) ist eine iranische Filmschauspielerin und Regisseurin. Weltweit bekannt wurde sie 2024 durch den Film Die Saat des heiligen Feigenbaums unter der Regie von Mohammad Rasulof.

## Biographie
Soheila Golestani wurde 1980 in Teheran geboren. Sie absolvierte ein Theaterstudium mit Schwerpunkt Bühnenbild. Nach ihrer Ausbildung arbeitete sie als Schauspielerin, wurde bald für den Film entdeckt, wo sie auch als Stuntdouble eingesetzt wurde. Als Filmschauspielerin arbeitete sie mit den führenden iranischen Regisseuren zusammen. 2015 realisierte sie ihren ersten eigenen Film „Two“.
Golestani erlangte während der Proteste 2022 nach Mahsa Aminis Tod in Polizeigewahrsam in den sozialen Medien Bekanntheit, als sie in einem Video neben anderen Künstlern ohne den vorgeschriebenen Hidschāb auftrat. Sie wurde festgenommen, kam aber gegen Kaution frei. Ihre Teilnahme an den Protesten führte zu verstärkter Aufmerksamkeit seitens der iranischen Behörden, was ihre Arbeit erheblich erschwerte.
In „Die Saat des heiligen Feigenbaums“ verkörpert Soheila Golestani Najmeh, die Ehefrau des regimetreuen Juristen Iman, den sie anfangs treu ergeben unterstützt, während ihre beiden Töchter Rezvan (verkörpert von Mahsa Rostami) und Sana (Setareh Maleki) zunehmend in Opposition zum theokratischen Regime in Teheran kommen. Ihre Generation lehnt sich gegen die Repressionen des Systems auf, geht auf die Straßen, wird dort brutal zusammengeschlagen, es kommt zu Verhaftungen, Tötungen und sogar Todesurteilen und Hinrichtungen. Als der Vater immer weniger mit dem Kontrollverlust zurechtkommt, er seine Töchter interniert und die Situation eskaliert, wendet sich auch Najmeh von ihm ab.
Die Dreharbeiten zum Film „Die Saat des heiligen Feigenbaums“ fanden unter erschwerten Bedingungen statt. Die gesamte Besetzung und Crew standen unter ständigem Druck der iranischen Sicherheitskräfte. Regisseur Mohammad Rasoulof, der von den iranischen Behörden zu acht Jahren Gefängnis verurteilt wurde, floh Anfang des Jahres aus dem Land.
Bei den Filmfestspielen im Cannes 2024 fand der Film eine große Resonanz und wurde dort schließlich auch mit einem Spezialpreis der Jury von Präsidentin Greta Gerwig ausgezeichnet. Hauptdarstellerin Soheila Golestan konnte an der Premiere in Cannes nicht teilnehmen, da ihr die Ausreise verweigert wurde.
Die „Saat des heiligen Feigenbaums“ wurde im August 2024 von Deutschland für den Oscar in der Kategorie bester internationaler Film eingereicht  und im Januar 2025 von der Academy of Motion Picture Arts and Sciences in die Liste der Nominierten aufgenommen.

## Auszeichnungen

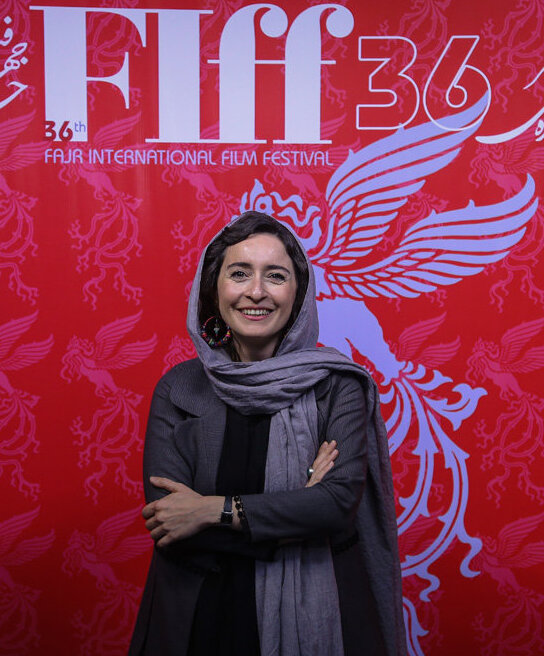
Soheila Golestani auf dem Fajr-Filmfestival (2013)

- 2024: Nominierung als beste Schauspielerin für die Asia Pacific Awards für ihre Rolle in Die Saat des heiligen Feigenbaums[8]
- 2013: Beste Nebenschauspielerin auf dem Internationales Fajr-Filmfestival als für ihre Leistung in „Mieeman Darim“

## Filmographie

### Darstellerin
- 2024: „Die Saat des heiligen Feigenbaums“ (Regie: Mohammed Rasoulof)
- 2021: „Two Dogs“ (Regie: Amir Azizi)
- 2021: „Khodkhasteh“ [Eigenwillig] (Regie: Alireza Bazrafshan)
- 2020: „Röntgenbild einer Familie“
- 2017: „Gargineh“ [Werwolf] (Regie: Abbas Nizamdoost)
- 2014: „Mihman Darim“
- 2014: „Bofalo“ [Büffel] (Regie: Kaveh Sajjadi Hosseini)
- 2013: „Emruz“ [Heute] (Regie: Reza Mirkarimi)
- 2013: „Bidari baraye seh ruz“ [Drei Tage lang erwachen] (Regie: Massoud Amini Tirani)
- 2013: „Shab biron“ [Nachts draußen] (Regie: Kaveh Sajjadi Hosseini)
- 2012: „Mieeman Darim“ [Wir haben einen Gast] (Regie: Mohammad Mehdi Asgarpour)
- 2011: „vaziyat sefid“ [Weißer Status] (Regie: Hamid Nematollah)
- 2008: „Bini“ [Nase] (Regie: Farzad Moatman)
- 2009: „Chehalsalegi“ [Vierzig Jahre alt] (Regie: Alireza Raisian)
- 2006: „Nas mal man, nas mal to“ [Die Hälfte meins, die Hälfte deins] (Regie: Asghar Abdullahi)
- 2003: „Bagh belor“ [Kristallgarten] (Regie: Rambad Javan)
- 2003: „Kimiyaye manpar“ (Regie: Mohammad Taqi Ranjbar)

### Regie
- 2015: „Two“[10]